# Olaszország az 1968. évi nyári olimpiai játékokon
Olaszország a mexikói Mexikóvárosban megrendezett 1968. évi nyári olimpiai játékok egyik részt vevő nemzete volt. Az országot az olimpián 17 sportágban 167 sportoló képviselte, akik összesen 16 érmet szereztek.

## Érmesek
| Érem  | Versenyző                                                                          | Sportág       | Versenyszám                    |
| ----- | ---------------------------------------------------------------------------------- | ------------- | ------------------------------ |
| Arany | Primo Baran Bruno Cipolla Renzo Sambo                                              | Evezés        | Férfi kormányos kettes         |
| Arany | Pierfranco Vianelli                                                                | Kerékpározás  | Férfi mezőnyverseny            |
| Arany | Klaus Dibiasi                                                                      | Műugrás       | Férfi egyéni toronyugrás       |
| Ezüst | Giurdano Turrini                                                                   | Kerékpározás  | Férfi egyéni sprint            |
| Ezüst | Klaus Dibiasi                                                                      | Műugrás       | Férfi egyéni műugrás           |
| Ezüst | Romano Garagnani                                                                   | Sportlövészet | Skeet                          |
| Ezüst | Wladimiro Calarese Pierluigi Chicca Michele Maffei Rolando Rigoli Cesare Salvadori | Vívás         | Férfi kard, csapat             |
| Bronz | Eddy Ottoz                                                                         | Atlétika      | Férfi 110 m gát                |
| Bronz | Giuseppe Gentile                                                                   | Atlétika      | Férfi hármasugrás              |
| Bronz | Abramo Albini Tullio Baraglia Renato Bosatta Pier Conti Manzini                    | Evezés        | Férfi kormányos nélküli négyes |
| Bronz | Giovanni Bramucci Vittorio Marcelli Mauro Simonetti Pierfranco Vianelli            | Kerékpározás  | Férfi csapat időfutam          |
| Bronz | Lorenzo Bosisio Cipriano Chemello Giorgio Morbiato Luigi Roncaglia Gino Pancino    | Kerékpározás  | Férfi csapat üldözőverseny     |
| Bronz | Giorgio Bambini                                                                    | Ökölvívás     | Nehézsúly                      |
| Bronz | Fabio Albarelli                                                                    | Vitorlázás    | Finn dingi                     |
| Bronz | Camillo Gargano Franco Cavallo                                                     | Vitorlázás    | Csillaghajó                    |
| Bronz | Gianluigi Saccaro                                                                  | Vívás         | Férfi párbajtőr, egyéni        |

## Atlétika
Férfi
| Versenyző                                                     | Versenyszám     | Előfutam | Előfutam | Előfutam | Negyeddöntő      | Negyeddöntő      | Negyeddöntő      | Elődöntő | Elődöntő | Elődöntő | Döntő         | Döntő         |
| Versenyző                                                     | Versenyszám     | Idő      | Hely.    | Össz.    | Idő              | Hely.            | Össz.            | Idő      | Hely.    | Össz.    | Idő           | Helyezés      |
| ------------------------------------------------------------- | --------------- | -------- | -------- | -------- | ---------------- | ---------------- | ---------------- | -------- | -------- | -------- | ------------- | ------------- |
| Ennio Preatoni                                                | 100 m           | 10,65    | 5.       | 49.*     | kiesett          | kiesett          | kiesett          | kiesett  | kiesett  | kiesett  | kiesett       | kiesett       |
| Livio Berruti                                                 | 200 m           | 21,06    | 4.       | 23.*     | 21,01            | 6.               | 20.*             | kiesett  | kiesett  | kiesett  | kiesett       | kiesett       |
| Sergio Bello                                                  | 400 m           | 46,54    | 4.       | 26.      | 46,84            | 8.               | 27.              | kiesett  | kiesett  | kiesett  | kiesett       | kiesett       |
| Sergio Ottolina                                               | 400 m           | 46,78    | 3.       | 30.      | nem állt rajthoz | nem állt rajthoz | nem állt rajthoz | kiesett  | kiesett  | kiesett  | kiesett       | kiesett       |
| Gianni Del Buono                                              | 800 m           | 1:50,23  | 6.       | 23.      |                  |                  |                  | kiesett  | kiesett  | kiesett  | kiesett       | kiesett       |
| Gianni Del Buono                                              | 1500 m          | 3:48,41  | 6.       | 13.      |                  |                  |                  | kiesett  | kiesett  | kiesett  | kiesett       | kiesett       |
| Franco Arese                                                  | 1500 m          | 3:51,86  | 5.       | 18.      |                  |                  |                  | 3:54,85  | 7.       | 16.      | kiesett       | kiesett       |
| Renzo Finelli                                                 | 1500 m          | 3:59,51  | 6.       | 40.      |                  |                  |                  | kiesett  | kiesett  | kiesett  | kiesett       | kiesett       |
| Giovanni Cornacchia                                           | 110 m gát       | 14,13    | 4.       | 19.      |                  |                  |                  | kiesett  | kiesett  | kiesett  | kiesett       | kiesett       |
| Sergio Liani                                                  | 110 m gát       | 14,01    | 3.       | 14.      |                  |                  |                  | 14,09    | 7.       | 14.      | kiesett       | kiesett       |
| Eddy Ottoz                                                    | 110 m gát       | 13,61    | 1.       | 1.       |                  |                  |                  | 13,53    | 2.       | 2.*      | 13,46         |               |
| Roberto Frinolli                                              | 400 m gát       | 49,95    | 1.       | 6.       |                  |                  |                  | 49,14    | 1.       | 1.       | 50,13         | 8.            |
| Umberto Risi                                                  | 3000 m akadály  | 9:43,97  | 11.      | 33.      |                  |                  |                  |          |          |          | kiesett       | kiesett       |
| Antonio Ambu                                                  | Maraton         |          |          |          |                  |                  |                  |          |          |          | 2:33:19       | 21.           |
| Gioacchino De Palma                                           | Maraton         |          |          |          |                  |                  |                  |          |          |          | 2:39:58       | 31.           |
| Pasquale Busca                                                | 20 km gyaloglás |          |          |          |                  |                  |                  |          |          |          | 1:37:32       | 12.           |
| Abdon Pamich                                                  | 50 km gyaloglás |          |          |          |                  |                  |                  |          |          |          | nem ért célba | nem ért célba |
| Vittorio Visini                                               | 50 km gyaloglás |          |          |          |                  |                  |                  |          |          |          | 4:36:33       | 6.            |
| Sergio Ottolina Ennio Preatoni Angelo Sguazzero Livio Berruti | 4 × 100 m váltó | 41,59    | 5.       | 19.      |                  |                  |                  | 39,46    | 4.       | 8.*      | 39,22         | 7.            |
| Sergio Ottolina Giacomo Puosi Furio Fusi Sergio Bello         | 4 × 400 m váltó | 3:04,93  | 3.       | 8.       |                  |                  |                  |          |          |          | 3:04,64       | 7.            |

| Versenyző        | Versenyszám | Selejtező | Selejtező | Döntő    | Döntő    |
| Versenyző        | Versenyszám | Eredmény  | Helyezés  | Eredmény | Helyezés |
| ---------------- | ----------- | --------- | --------- | -------- | -------- |
| Giacomo Crosa    | Magasugrás  | 214 cm    | 5.        | 214 cm   | 6.       |
| Giuseppe Gentile | Hármasugrás | 17,10 m   | 1.        | 17,22 m  |          |

Női
| Versenyző     | Versenyszám | Előfutam | Előfutam | Előfutam | Elődöntő | Elődöntő | Elődöntő | Döntő   | Döntő    |
| Versenyző     | Versenyszám | Idő      | Hely.    | Össz.    | Idő      | Hely.    | Össz.    | Idő     | Helyezés |
| ------------- | ----------- | -------- | -------- | -------- | -------- | -------- | -------- | ------- | -------- |
| Donata Govoni | 400 m       | 54,77    | 5.       | 19.      | kiesett  | kiesett  | kiesett  | kiesett | kiesett  |
| Paola Pigni   | 800 m       | 2:06,72  | 3.       | 7.       | 2:07,82  | 7.       | 11.      | kiesett | kiesett  |
| Carla Panerai | 80 m gát    | 11,10    | 5.       | 24.      | kiesett  | kiesett  | kiesett  | kiesett | kiesett  |

| Versenyző         | Versenyszám | 80 m gát | 80 m gát | Súlylökés | Súlylökés | Magasugrás | Magasugrás | Távolugrás | Távolugrás | 200 m | 200 m | Végeredmény | Végeredmény |
| Versenyző         | Versenyszám | Idő      | Pont     | Eredmény  | Pont      | Eredmény   | Pont       | Eredmény   | Pont       | Idő   | Pont  | Pont        | Helyezés    |
| ----------------- | ----------- | -------- | -------- | --------- | --------- | ---------- | ---------- | ---------- | ---------- | ----- | ----- | ----------- | ----------- |
| Magali Vettorazzo | Ötpróba     | 11,13    | 1027     | 10,34 m   | 738       | 145 cm     | 780        | 584 cm     | 952        | 24,22 | 1007  | 4504        | 21.         |

* - egy másik versenyzővel/váltóval azonos időt ért el

## Birkózás
Kötöttfogású
| Versenyző           | Versenyszám | 1. forduló                         | 2. forduló                       | 3. forduló                           | 4. forduló        | 5. forduló        | 6. forduló        | 7. forduló        | Döntő             | Helyezés    |
| Versenyző           | Versenyszám | Ellenfél Eredmény                  | Ellenfél Eredmény                | Ellenfél Eredmény                    | Ellenfél Eredmény | Ellenfél Eredmény | Ellenfél Eredmény | Ellenfél Eredmény | Ellenfél Eredmény | Helyezés    |
| ------------------- | ----------- | ---------------------------------- | -------------------------------- | ------------------------------------ | ----------------- | ----------------- | ----------------- | ----------------- | ----------------- | ----------- |
| Domenico Centurioni | 52 kg       | Vaszíliosz Ganótisz (GRE) · 3-1    | Isiguro Súicsi (JPN) · kétvállas | Petar Kirov (BUL) · 3-1              | kiesett           | kiesett           |                   |                   | kiesett           | helyezetlen |
| Piero Bellotti      | 70 kg       | Munemura Munedzsi (JPN) · kizárták | Guy Marchand (FRA) · 1-3         | Szo Hungjo (Seo Hun-gyo) (KOR) · 1-3 | kiesett           | kiesett           | kiesett           | kiesett           | kiesett           | helyezetlen |

Szabadfogású
| Versenyző            | Versenyszám | 1. forduló                               | 2. forduló                            | 3. forduló                                  | 4. forduló               | 5. forduló                 | 6. forduló        | 7. forduló        | Döntő             | Helyezés    |
| Versenyző            | Versenyszám | Ellenfél Eredmény                        | Ellenfél Eredmény                     | Ellenfél Eredmény                           | Ellenfél Eredmény        | Ellenfél Eredmény          | Ellenfél Eredmény | Ellenfél Eredmény | Ellenfél Eredmény | Helyezés    |
| -------------------- | ----------- | ---------------------------------------- | ------------------------------------- | ------------------------------------------- | ------------------------ | -------------------------- | ----------------- | ----------------- | ----------------- | ----------- |
| Vincenzo Grassi      | 52 kg       | John Kinsela (AUS) · kétvállas           | Mohamed Salem Mongued (RAU) · 0.5-3.5 | Chimedbazaryn Damdinsharav (MGL) · kizárták | Nakata Sigeo (JPN) · 3-1 | Nazar Albaryan (URS) · 3-1 | kiesett           | kiesett           | kiesett           | 5.          |
| Osvaldo Ferrari      | 78 kg       | Szo Jongszok (Seo Yong-seok) (KOR) · 3-1 | Mahmut Atalay (TUR) · 3.5-0.5         | kiesett                                     | kiesett                  | kiesett                    |                   |                   | kiesett           | helyezetlen |
| Umberto Marcheggiani | 87 kg       | Hollósi Géza (HUN) · 3-1                 | Robert Chamberot (CAN) · 0.5-3.5      | Thomas Peckham (USA) · kétvállas            | kiesett                  | kiesett                    | kiesett           |                   | kiesett           | helyezetlen |

## Evezés
| Versenyző                                                                                   | Versenyszám              | Előfutam | Előfutam | Vigaszág | Vigaszág | Elődöntő | Elődöntő | Döntő | Döntő   | Döntő | Helyezés |
| Versenyző                                                                                   | Versenyszám              | Idő      | Hely.    | Idő      | Hely.    | Idő      | Hely.    | Típus | Idő     | Hely. | Helyezés |
| ------------------------------------------------------------------------------------------- | ------------------------ | -------- | -------- | -------- | -------- | -------- | -------- | ----- | ------- | ----- | -------- |
| Ennio Fermo Marino Specia                                                                   | Kormányos nélküli kettes | 7:42,81  | 5.       | 7:23,77  | 2.       | 7:29,75  | 5.       | B     | 7:32,50 | 4.    | 10.      |
| Primo Baran Renzo Sambo Bruno Cipolla (kormányos)                                           | Kormányos kettes         | 8:03,00  | 2.       | erőnyerő | erőnyerő | 7:59,95  | 1.       | A     | 8:04,81 | 1.    |          |
| Tullio Baraglia Renato Bosatta Pier Conti Manzini Abramo Albini                             | Kormányos nélküli négyes | 6:53,11  | 2.       | 6:31,98  | 1.       |          |          | A     | 6:44,01 | 3.    |          |
| Romano Sgheiz Emilio Trivini Giuseppe Galante Luciano Sgheiz Mariano Gottifredi (kormányos) | Kormányos négyes         | 7:08,60  | 1.       | erőnyerő | erőnyerő | 6:58,24  | 3.       | A     | 6:49,54 | 4.    | 4.       |

## Kajak-kenu
Férfi
| Versenyző                      | Versenyszám         | Előfutam | Előfutam | Előfutam | Vigaszág | Vigaszág | Vigaszág | Elődöntő | Elődöntő | Elődöntő | Döntő   | Döntő    |
| Versenyző                      | Versenyszám         | Idő      | Hely.    | Össz.    | Idő      | Hely.    | Össz.    | Idő      | Hely.    | Össz.    | Idő     | Helyezés |
| ------------------------------ | ------------------- | -------- | -------- | -------- | -------- | -------- | -------- | -------- | -------- | -------- | ------- | -------- |
| Cesare Beltrami Cesare Zilioli | Kajak kettes 1000 m | 3:44,1   | 3.       | 8.       | erőnyerő | erőnyerő | erőnyerő | 3:48,69  | 2.       | 6.       | 3:46,08 | 8.       |

## Kerékpározás

### Országúti kerékpározás
| Versenyző                                                               | Versenyszám     | Idő             | Helyezés      |
| ----------------------------------------------------------------------- | --------------- | --------------- | ------------- |
| Giovanni Bramucci                                                       | Mezőnyverseny   | 4:43:58 (+2:32) | 8.            |
| Costantino Conti                                                        | Mezőnyverseny   | nem ért célba   | nem ért célba |
| Flavio Martini                                                          | Mezőnyverseny   | 4:47:56 (+6:31) | 31.           |
| Pierfranco Vianelli                                                     | Mezőnyverseny   | 4:41:25         |               |
| Giovanni Bramucci Vittorio Marcelli Mauro Simonetti Pierfranco Vianelli | Csapat időfutam | 2:10:18 (+2:29) |               |

### Pálya-kerékpározás
Sprintverseny
| Versenyző        | Versenyszám  | 1. forduló                                         | 1. forduló | Vigaszág             | Vigaszág | 2. forduló                                        | 2. forduló | Vigaszág                      | Vigaszág | Nyolcaddöntő                                       | Nyolcaddöntő | Vigaszág selejtező     | Vigaszág selejtező | Vigaszág döntő       | Vigaszág döntő | Negyeddöntő                               | Elődöntő                            | Döntő                               | Helyezés |
| Versenyző        | Versenyszám  | Ellenfelek Győztes idő                             | Hely.      | Ellenfél Győztes idő | Hely.    | Ellenfelek Győztes idő                            | Hely.      | Ellenfél Győztes idő          | Hely.    | Ellenfelek Győztes idő                             | Hely.        | Ellenfelek Győztes idő | Hely.              | Ellenfél Győztes idő | Hely.          | Ellenfél Győztes idő                      | Ellenfél Győztes idő                | Ellenfél Győztes idő                | Helyezés |
| ---------------- | ------------ | -------------------------------------------------- | ---------- | -------------------- | -------- | ------------------------------------------------- | ---------- | ----------------------------- | -------- | -------------------------------------------------- | ------------ | ---------------------- | ------------------ | -------------------- | -------------- | ----------------------------------------- | ----------------------------------- | ----------------------------------- | -------- |
| Giurdano Turrini | Férfi egyéni | Inoue Szandzsi (JPN) · Kensley Reece (BAR) · 11,34 | 1.         |                      |          | José Pittaro (ARG) · Jocelyn Lovell (CAN) · 11,47 | 1.         |                               |          | Jürgen Barth (FRG) · Leijn Loevesijn (NED) · 10,96 | 1.           |                        |                    |                      |                | Jan Jansen (NED) · 10,85, 10,97, 11,12    | Pierre Trentin (FRA) · 11,76, 11,24 | Daniel Morelon (FRA) · 11,27, 10,68 |          |
| Dino Verzini     | Férfi egyéni | Leslie King (TRI) · Rolando Guaves (PHI) · 10,87   | 1.         |                      |          | Jürgen Barth (FRG) · John Nicholson (AUS) · 10,95 | 2.         | Carlos Roqueiro (ARG) · 11,04 | 1.       | Jackie Simes (USA) · Ivan Kučírek (TCH) · 10,81    | 1.           |                        |                    |                      |                | Omar Phakadze (URS) · 11,14, 11,35, 10,86 | kiesett                             | kiesett                             | 5.       |

Időfutam
| Versenyző      | Versenyszám  | Idő     | Helyezés |
| -------------- | ------------ | ------- | -------- |
| Gianni Sartori | Férfi egyéni | 1:04,65 | 4.       |

Tandem
| Versenyző                     | Versenyszám     | 1. forduló                                      | Vigaszág selejtező   | Vigaszág selejtező | Vigaszág döntő         | Vigaszág döntő | Negyeddöntő                                                             | Elődöntő                                                            | Döntő                                                                            | Helyezés |
| Versenyző                     | Versenyszám     | Ellenfél Győztes idő                            | Ellenfél Győztes idő | Hely.              | Ellenfelek Győztes idő | Hely.          | Ellenfél Győztes idő                                                    | Ellenfél Győztes idő                                                | Ellenfél Győztes idő                                                             | Helyezés |
| ----------------------------- | --------------- | ----------------------------------------------- | -------------------- | ------------------ | ---------------------- | -------------- | ----------------------------------------------------------------------- | ------------------------------------------------------------------- | -------------------------------------------------------------------------------- | -------- |
| Walter Gorini Luigi Borghetti | Férfi kétüléses | Kuba (CUB) · Juan Reyes · Ulises Váldez · 10,29 |                      |                    |                        |                | Szovjetunió (URS) · Igor Celovalnyikov · Imants Bodnieks · 10,03, 10,21 | Hollandia (NED) · Jan Jansen · Leijn Loevesijn · 9,96, 10,10, 10,34 | Bronzmérkőzés · Belgium (BEL) · Daniel Goens · Robert van Lancker · 10,60, 11,20 | 4.       |

Üldözőversenyek
| Versenyző                                                                       | Versenyszám  | Selejtező | Selejtező | Nyolcaddöntő                                                                            | Nyolcaddöntő | Nyolcaddöntő | Negyeddöntő                                                                              | Negyeddöntő | Negyeddöntő | Elődöntő                                                                             | Elődöntő  | Elődöntő | Döntő | Döntő     | Helyezés |
| Versenyző                                                                       | Versenyszám  | Idő       | Hely.     | Ellenfél Idő                                                                            | Saját idő    | Hely.        | Ellenfél Idő                                                                             | Saját idő   | Hely.       | Ellenfél Idő                                                                         | Saját idő | Hely.    | Ellenfél Idő | Saját idő | Helyezés |
| ------------------------------------------------------------------------------- | ------------ | --------- | --------- | --------------------------------------------------------------------------------------- | ------------ | ------------ | ---------------------------------------------------------------------------------------- | ----------- | ----------- | ------------------------------------------------------------------------------------ | --------- | -------- | --- | --------- | -------- |
| Cipriano Chemello                                                               | Férfi egyéni | 4:43,58   | 5.        |                                                                                         |              |              | Mogens Frey Jensen (DEN) · 4:37,54                                                       | 4:42,29     | 6.          | kiesett                                                                              | kiesett   | kiesett  | kiesett | kiesett   | 5.       |
| Lorenzo Bosisio Cipriano Chemello Giorgio Morbiato Luigi Roncaglia Gino Pancino | Férfi csapat |           |           | Nagy-Britannia (GBR) · Ian Alsop · Ian Hallam · Harry Jackson · Ronald Keeble · 4:28,49 | 4:16,10      | 1.           | Belgium (BEL) · Ernest Bens · Paul Crapez · Willy Debosscher · Ronny Vanmarcke · 4:26,05 | 4:22,48     | 1.          | NSZK (FRG) · Udo Hempel · Karl Heinz Henrichs · Jürgen Kissner · Karl Link · 4:15,76 | 4:16,21   | 3.       | Bronzmérkőzés · Szovjetunió (URS) · Mikhail Kolyushev · Vlagyimir Kuznyecov · Dzintars Lācis · Sztanyiszlav Moszkvin · 4:33,39 | 4:18,35   |          |

## Kosárlabda
| Olasz férfi kosárlabdacsapat-játékoskeret                                                               | Olasz férfi kosárlabdacsapat-játékoskeret                                                                       |
| --- | --- |
| - Enrico Bovone - Sauro Bufalini - Massimo Cosmelli - Ottorino Flaborea - Guido Gatti - Gianluigi Jessi | - Gianfranco Lombardi - Massimo Masini - Giusto Pellanera - Carlo Recalcati - Gabriele Vianello - Paolo Vittori |

Csoportkör
A csoport
| Csapat                 | M | Gy | V | P+  | P–  | Pk   |
| ---------------------- | - | -- | - | --- | --- | ---- |
| Egyesült Államok (USA) | 7 | 7  | 0 | 599 | 392 | +207 |
| Jugoszlávia (YUG)      | 7 | 6  | 1 | 592 | 511 | +81  |
| Olaszország (ITA)      | 7 | 5  | 2 | 562 | 539 | +23  |
| Spanyolország (ESP)    | 7 | 4  | 3 | 557 | 548 | +9   |
| Puerto Rico (PUR)      | 7 | 3  | 4 | 493 | 468 | +25  |
| Panama (PAN)           | 7 | 2  | 5 | 572 | 624 | –52  |
| Fülöp-szigetek (PHI)   | 7 | 1  | 6 | 525 | 636 | –111 |
| Szenegál (SEN)         | 7 | 0  | 7 | 383 | 565 | –182 |

| 1968. október 13. | Olaszország (ITA) | 91 – 66 | Fülöp-szigetek (PHI) |  |
| 1968. október 13. | (35–39)           |         |                      |  |

| 1968. október 14. | Olaszország (ITA) | 94 – 87 | Panama (PAN) |  |
| 1968. október 14. | (49–42)           |         |              |  |

| 1968. október 15. | Olaszország (ITA) | 68 – 65 | Puerto Rico (PUR) |  |
| 1968. október 15. | (30–33)           |         |                   |  |

| 1968. október 16. | Olaszország (ITA) | 81 – 55 | Szenegál (SEN) |  |
| 1968. október 16. | (41–24)           |         |                |  |

| 1968. október 18. | Jugoszlávia (YUG) | 80 – 69 (h. u.) | Olaszország (ITA) |  |
| 1968. október 18. | (29–29, 65–65)    |                 |                   |  |

| 1968. október 19. | Egyesült Államok (USA) | 100 – 61 | Olaszország (ITA) |  |
| 1968. október 19. | (48–27)                |          |                   |  |

| 1968. október 20. | Olaszország (ITA) | 98 – 86 | Spanyolország (ESP) |  |
| 1968. október 20. | (53–40)           |         |                     |  |

Az 5–8. helyért
| 1968. október 22. | Lengyelország (POL) | 66 – 52 | Olaszország (ITA) |  |
| 1968. október 22. | (28–31)             |         |                   |  |

A 7. helyért
| 1968. október 25. | Spanyolország (ESP) | 88 – 72 | Olaszország (ITA) |  |
| 1968. október 25. | (40–31)             |         |                   |  |

| Csapat            | Helyezés |
| ----------------- | -------- |
| Olaszország (ITA) | 8.       |

## Lovaglás
Díjugratás
| Versenyző                                          | Ló                       | Versenyszám | 1. forduló | 1. forduló | 2. forduló | 2. forduló | Összesen | Összesen |
| Versenyző                                          | Ló                       | Versenyszám | Pont       | Hely.      | Pont       | Hely.      | Pont     | Helyezés |
| -------------------------------------------------- | ------------------------ | ----------- | ---------- | ---------- | ---------- | ---------- | -------- | -------- |
| Piero D'Inzeo                                      | Fidux                    | Egyéni      | 4,00       | 3.         | 12,00      | 11.        | 16,00    | 7.*      |
| Raimondo D'Inzeo                                   | Bellevue                 | Egyéni      | 16,00      | 26.        | kiesett    | kiesett    | 16,00    | 26.      |
| Graziano Mancinelli                                | Doneraile                | Egyéni      | 12,00      | 21.        | kiesett    | kiesett    | 12,00    | 21.      |
| Piero D'Inzeo Raimondo D'Inzeo Graziano Mancinelli | Fidux Bellevue Doneraile | Csapat      | 64,00      | 6.         | 65,25      | 6.         | 129,25   | 5.       |

Lovastusa
| Versenyző                                        | Ló                          | Versenyszám | Díjlovaglás | Díjlovaglás | Tereplovaglás | Tereplovaglás | Díjugratás    | Díjugratás    | Végeredmény | Végeredmény |
| Versenyző                                        | Ló                          | Versenyszám | Bünt.       | Hely.       | Bünt.         | Hely.         | Bünt.         | Hely.         | Bünt.       | Helyezés    |
| ------------------------------------------------ | --------------------------- | ----------- | ----------- | ----------- | ------------- | ------------- | ------------- | ------------- | ----------- | ----------- |
| Paolo Angioni                                    | King                        | Egyéni      | -106,01     | 38.         | -84,00        | 23.           | -20,00        | 23.           | -210,01     | 23.         |
| Alessandro Argenton                              | Diambo de Nora              | Egyéni      | -83,51      | 19.         | -76,40        | 22.           | -0,50         | 3.            | -160,41     | 16.         |
| Mauro Checcoli                                   | Sunbeam                     | Egyéni      | -82,01      | 17.         | kizárták      | kizárták      | kiesett       | kiesett       | kiesett     | kiesett     |
| Giuseppe Ravano                                  | Lord Jim                    | Egyéni      | -111,00     | 42.         | -75,60        | 21.           | kizárták      | kizárták      | kiesett     | kiesett     |
| Paolo Angioni Alessandro Argenton Mauro Checcoli | King Diambo de Nora Sunbeam | Csapat      | -271,53     | 9.          | -236,00       | 7.            | nem ért célba | nem ért célba | kiesett     | kiesett     |

* - három másik versenyzővel azonos eredményt ért el

## Műugrás
Férfi
| Versenyző       | Versenyszám        | Selejtező | Selejtező | Döntő   | Döntő    |
| Versenyző       | Versenyszám        | Pont      | Helyezés  | Pont    | Helyezés |
| --------------- | ------------------ | --------- | --------- | ------- | -------- |
| Italo Salice    | Egyéni műugrás     | 87,86     | 17.       | kiesett | kiesett  |
| Klaus Dibiasi   | Egyéni műugrás     | 104,68    | 2.        | 159,74  |          |
| Klaus Dibiasi   | Egyéni toronyugrás | 108,04    | 1.        | 164,18  |          |
| Franco Cagnotto | Egyéni toronyugrás | 94,73     | 5.        | 138,89  | 8.       |
| Franco Cagnotto | Egyéni műugrás     | 95,92     | 9.        | 155,70  | 5.       |

Női
| Versenyző   | Versenyszám        | Selejtező | Selejtező | Döntő   | Döntő    |
| Versenyző   | Versenyszám        | Pont      | Helyezés  | Pont    | Helyezés |
| ----------- | ------------------ | --------- | --------- | ------- | -------- |
| Bruna Rossi | Egyéni toronyugrás | 43,54     | 21.       | kiesett | kiesett  |

## Ökölvívás
| Versenyző             | Versenyszám   | Selejtező                   | 32-es főtábla               | Nyolcaddöntő                 | Negyeddöntő                  | Elődöntő                  | Döntő             | Helyezés |
| Versenyző             | Versenyszám   | Ellenfél Eredmény           | Ellenfél Eredmény           | Ellenfél Eredmény            | Ellenfél Eredmény            | Ellenfél Eredmény         | Ellenfél Eredmény | Helyezés |
| --------------------- | ------------- | --------------------------- | --------------------------- | ---------------------------- | ---------------------------- | ------------------------- | ----------------- | -------- |
| Franco Udella         | Papírsúly     |                             | Alberto Morales (MEX) · 2-3 | kiesett                      | kiesett                      | kiesett                   | kiesett           | 17.      |
| Filippo Grasso        | Légsúly       |                             | David Vasquez (USA) · 2-3   | kiesett                      | kiesett                      | kiesett                   | kiesett           | 17.      |
| Giuseppe Mura         | Harmatsúly    | erőnyerő                    | Andres Torres (PUR) · 5-0   | Samuel Mbugua (KEN) · 2-3    | kiesett                      | kiesett                   | kiesett           | 9.       |
| Elio Cotena           | Pehelysúly    |                             | Carl-Axel Palm (SWE) · 5-0  | Valery Plotnikov (URS) · 2-3 | kiesett                      | kiesett                   | kiesett           | 9.       |
| Enzo Petriglia        | Könnyűsúly    | Joe Martey (GHA) · 3-2      | Dele Jonathan (NGR) · 5-0   | Pedro Agüero (ARG) · 3-2     | Józef Grudzień (POL) · 0-5   | kiesett                   | kiesett           | 5.       |
| Gianbattista Capretti | Kisváltósúly  | Richard Findlay (CAN) · RSC | Carlos Casal (URU) · 5-0    | Jerzy Kulej (POL) · 1-4      | kiesett                      | kiesett                   | kiesett           | 9.       |
| Marco Scano           | Váltósúly     | erőnyerő                    | Alfonso Ramírez (MEX) · 2-3 | kiesett                      | kiesett                      | kiesett                   | kiesett           | 17.      |
| Aldo Bentini          | Nagyváltósúly |                             | Víctor Galíndez (ARG) · 5-0 | Kovács János (ROU) · 0-5     | kiesett                      | kiesett                   | kiesett           | 9.       |
| Mario Casati          | Középsúly     |                             | Simeon Georgiev (BUL) · 1-4 | kiesett                      | kiesett                      | kiesett                   | kiesett           | 16.      |
| Walter Facchinetti    | Félnehézsúly  |                             | Josef Kapín (TCH) · 5-0     | Kurt Baumgartner (AUT) · RSC | Stanisław Dragan (POL) · 1-4 | kiesett                   | kiesett           | 5.       |
| Giorgio Bambini       | Nehézsúly     |                             |                             | Dieter Renz (FRG) · 5-0      | Kiril Pandov (BUL) · 5-0     | George Foreman (USA) · KO | kiesett           |          |

## Öttusa
| Versenyző                                    | Versenyszám | Lovaglás | Lovaglás | Lovaglás | Vívás    | Vívás | Vívás | Lövészet | Lövészet | Lövészet | Úszás  | Úszás | Úszás | Futás   | Futás | Futás | Összesen    | Összesen |
| Versenyző                                    | Versenyszám | Idő      | Pont     | Hely.    | Eredmény | Pont  | Hely. | Pontszám | Pont     | Hely.    | Idő    | Pont  | Hely. | Idő     | Pont  | Hely. | Összes pont | Helyezés |
| -------------------------------------------- | ----------- | -------- | -------- | -------- | -------- | ----- | ----- | -------- | -------- | -------- | ------ | ----- | ----- | ------- | ----- | ----- | ----------- | -------- |
| Nicolo Deligia                               | Egyéni      | 4:57     | 460      | 46.      | 19–28    | 678   | 34.   | 184      | 780      | 39.      | 4:12,7 | 889   | 36.   | 15:05,0 | 850   | 21.   | 3657        | 43.      |
| Mario Medda                                  | Egyéni      | 3:35     | 1010     | 25.      | 32–15    | 977   | 3.    | 183      | 758      | 40.      | 4:02,7 | 949   | 21.   | 14:36,1 | 937   | 8.    | 4631        | 10.      |
| Giancarlo Morresi                            | Egyéni      | 4:21     | 790      | 41.      | 24–23    | 793   | 23.   | 195      | 1022     | 3.       | 3:45,5 | 1051  | 7.    | 15:54,3 | 703   | 38.   | 4359        | 24.      |
| Nicolo Deligia Mario Medda Giancarlo Morresi | Csapat      |          | 2260     | 14.      |          | 2402  | 7.    |          | 2560     | 8.       |        | 2889  | 5.    |         | 2490  | 6.    | 12601       | 9.       |

## Sportlövészet
Nyílt
| Versenyző           | Versenyszám           | Pont | Helyezés |
| ------------------- | --------------------- | ---- | -------- |
| Ugo Amicosante      | Gyorstüzelő pisztoly  | 584  | 18.      |
| Giovanni Liverzani  | Gyorstüzelő pisztoly  | 588  | 8.       |
| Giuseppe De Chirico | Sportpuska, fekvő     | 589  | 43.      |
| Giuseppe De Chirico | Sportpuska, összetett | 1130 | 37.      |
| Ennio Mattarelli    | Trap                  | 189  | 27.      |
| Galliano Rossini    | Trap                  | 193  | 13.      |
| Giancarlo Chiono    | Skeet                 | 188  | 25.      |
| Romano Garagnani    | Skeet                 | 198  |          |

## Súlyemelés
| Versenyző            | Versenyszám | Nyomás   | Nyomás   | Szakítás | Szakítás | Lökés                    | Lökés                    | Összesen | Helyezés |
| Versenyző            | Versenyszám | Eredmény | Helyezés | Eredmény | Helyezés | Eredmény                 | Helyezés                 | Összesen | Helyezés |
| -------------------- | ----------- | -------- | -------- | -------- | -------- | ------------------------ | ------------------------ | -------- | -------- |
| Anselmo Silvino      | 67,5 kg     | 117,5    | 13.      | 122,5    | 6.       | 145,0                    | 13.                      | 385,0    | 12.      |
| Gioacchino Caracausi | 75 kg       | 125,0    | 15.      | 115,0    | 15.      | érvényes kísérlet nélkül | érvényes kísérlet nélkül | kiesett  | kiesett  |
| Gino Corradini       | 82,5 kg     | 145,0    | 6.       | 117,5    | 19.      | 165,0                    | 10.                      | 427,5    | 12.      |

## Torna
Férfi
| Versenyző                                                                                                  | Versenyszám      | Selejtező | Selejtező | Döntő    | Döntő    |
| Versenyző                                                                                                  | Versenyszám      | Pontszám  | Helyezés  | Pontszám | Helyezés |
| --- | ---------------- | --------- | --------- | -------- | -------- |
| Giovanni Carminucci                                                                                        | Talaj            | 17,75     | 65.       | kiesett  | kiesett  |
| Giovanni Carminucci                                                                                        | Ugrás            | 17,75     | 85.       | kiesett  | kiesett  |
| Giovanni Carminucci                                                                                        | Korlát           | 18,85     | 26.       | kiesett  | kiesett  |
| Giovanni Carminucci                                                                                        | Nyújtó           | 17,75     | 80.       | kiesett  | kiesett  |
| Giovanni Carminucci                                                                                        | Gyűrű            | 17,65     | 63.       | kiesett  | kiesett  |
| Giovanni Carminucci                                                                                        | Lólengés         | 18,30     | 33.       | kiesett  | kiesett  |
| Giovanni Carminucci                                                                                        | Egyéni összetett |           |           | 108,05   | 55.*     |
| Pasquale Carminucci                                                                                        | Talaj            | 16,30     | 100.      | kiesett  | kiesett  |
| Pasquale Carminucci                                                                                        | Ugrás            | 17,35     | 104.      | kiesett  | kiesett  |
| Pasquale Carminucci                                                                                        | Korlát           | 18,40     | 55.       | kiesett  | kiesett  |
| Pasquale Carminucci                                                                                        | Nyújtó           | 17,75     | 80.       | kiesett  | kiesett  |
| Pasquale Carminucci                                                                                        | Gyűrű            | 17,25     | 79.       | kiesett  | kiesett  |
| Pasquale Carminucci                                                                                        | Lólengés         | 17,75     | 51.       | kiesett  | kiesett  |
| Pasquale Carminucci                                                                                        | Egyéni összetett |           |           | 104,80   | 84.*     |
| Luigi Cimnaghi                                                                                             | Talaj            | 18,40     | 28.       | kiesett  | kiesett  |
| Luigi Cimnaghi                                                                                             | Ugrás            | 18,10     | 60.       | kiesett  | kiesett  |
| Luigi Cimnaghi                                                                                             | Korlát           | 18,45     | 51.       | kiesett  | kiesett  |
| Luigi Cimnaghi                                                                                             | Nyújtó           | 18,75     | 29.       | kiesett  | kiesett  |
| Luigi Cimnaghi                                                                                             | Gyűrű            | 18,10     | 43.       | kiesett  | kiesett  |
| Luigi Cimnaghi                                                                                             | Lólengés         | 17,95     | 42.       | kiesett  | kiesett  |
| Luigi Cimnaghi                                                                                             | Egyéni összetett |           |           | 109,75   | 33.      |
| Bruno Franceschetti                                                                                        | Talaj            | 16,40     | 98.       | kiesett  | kiesett  |
| Bruno Franceschetti                                                                                        | Ugrás            | 17,75     | 85.       | kiesett  | kiesett  |
| Bruno Franceschetti                                                                                        | Korlát           | 18,30     | 60.       | kiesett  | kiesett  |
| Bruno Franceschetti                                                                                        | Nyújtó           | 17,80     | 75.       | kiesett  | kiesett  |
| Bruno Franceschetti                                                                                        | Gyűrű            | 17,80     | 58.       | kiesett  | kiesett  |
| Bruno Franceschetti                                                                                        | Lólengés         | 18,25     | 36.       | kiesett  | kiesett  |
| Bruno Franceschetti                                                                                        | Egyéni összetett |           |           | 106,30   | 73.*     |
| Franco Menichelli                                                                                          | Talaj            | 9,30      | 114.      | kiesett  | kiesett  |
| Franco Menichelli                                                                                          | Ugrás            | 9,30      | 113.      | kiesett  | kiesett  |
| Franco Menichelli                                                                                          | Korlát           | 9,60      | 115.      | kiesett  | kiesett  |
| Franco Menichelli                                                                                          | Nyújtó           | 9,60      | 114.      | kiesett  | kiesett  |
| Franco Menichelli                                                                                          | Gyűrű            | 9,60      | 115.      | kiesett  | kiesett  |
| Franco Menichelli                                                                                          | Lólengés         | 0,00      | 115.      | kiesett  | kiesett  |
| Franco Menichelli                                                                                          | Egyéni összetett |           |           | 47,40    | 115.     |
| Vincenzo Mori                                                                                              | Talaj            | 16,90     | 90.       | kiesett  | kiesett  |
| Vincenzo Mori                                                                                              | Ugrás            | 18,20     | 49.       | kiesett  | kiesett  |
| Vincenzo Mori                                                                                              | Korlát           | 17,35     | 93.       | kiesett  | kiesett  |
| Vincenzo Mori                                                                                              | Nyújtó           | 16,55     | 107.      | kiesett  | kiesett  |
| Vincenzo Mori                                                                                              | Gyűrű            | 16,50     | 95.       | kiesett  | kiesett  |
| Vincenzo Mori                                                                                              | Lólengés         | 17,55     | 58.       | kiesett  | kiesett  |
| Vincenzo Mori                                                                                              | Egyéni összetett |           |           | 103,05   | 94.      |
| Giovanni Carminucci Pasquale Carminucci Luigi Cimnaghi Bruno Franceschetti Franco Menichelli Vincenzo Mori | Csapat összetett |           |           | 537,05   | 12.      |

Női
| Versenyző          | Versenyszám      | Selejtező | Selejtező | Döntő    | Döntő    |
| Versenyző          | Versenyszám      | Pontszám  | Helyezés  | Pontszám | Helyezés |
| ------------------ | ---------------- | --------- | --------- | -------- | -------- |
| Adriana Biagiotti  | Talaj            | 17,15     | 82.       | kiesett  | kiesett  |
| Adriana Biagiotti  | Ugrás            | 18,20     | 39.       | kiesett  | kiesett  |
| Adriana Biagiotti  | Felemás korlát   | 17,70     | 47.       | kiesett  | kiesett  |
| Adriana Biagiotti  | Gerenda          | 17,05     | 61.       | kiesett  | kiesett  |
| Adriana Biagiotti  | Egyéni összetett |           |           | 70,10    | 58.      |
| Daniela Maccelli   | Talaj            | 17,20     | 79.       | kiesett  | kiesett  |
| Daniela Maccelli   | Ugrás            | 17,95     | 49.       | kiesett  | kiesett  |
| Daniela Maccelli   | Felemás korlát   | 16,85     | 74.       | kiesett  | kiesett  |
| Daniela Maccelli   | Gerenda          | 15,80     | 86.       | kiesett  | kiesett  |
| Daniela Maccelli   | Egyéni összetett |           |           | 67,80    | 77.*     |
| Gabriella Pozzuolo | Talaj            | 17,35     | 74.       | kiesett  | kiesett  |
| Gabriella Pozzuolo | Ugrás            | 17,75     | 60.       | kiesett  | kiesett  |
| Gabriella Pozzuolo | Felemás korlát   | 17,45     | 59.       | kiesett  | kiesett  |
| Gabriella Pozzuolo | Gerenda          | 17,10     | 60.       | kiesett  | kiesett  |
| Gabriella Pozzuolo | Egyéni összetett |           |           | 69,65    | 64.      |

* - egy másik versenyzővel azonos eredményt ért el

## Úszás
Férfi
| Versenyző                                                         | Versenyszám            | Előfutam | Előfutam | Előfutam | Elődöntő | Elődöntő | Elődöntő | Döntő   | Döntő    |
| Versenyző                                                         | Versenyszám            | Idő      | Hely.    | Össz.    | Idő      | Hely.    | Össz.    | Idő     | Helyezés |
| ----------------------------------------------------------------- | ---------------------- | -------- | -------- | -------- | -------- | -------- | -------- | ------- | -------- |
| Pietro Boscaini                                                   | 100 m gyors            | 55,7     | 2.       | 19.**    | 55,6     | 7.       | 19.      | kiesett | kiesett  |
| Michele D'Oppido                                                  | 100 m gyors            | 57,3     | 3.       | 44.      | kiesett  | kiesett  | kiesett  | kiesett | kiesett  |
| Michele D'Oppido                                                  | 200 m vegyes           | 2:18,5   | 2.       | 12.      |          |          |          | kiesett | kiesett  |
| Michele D'Oppido                                                  | 400 m vegyes           | 5:16,4   | 4.       | 23.      |          |          |          | kiesett | kiesett  |
| Franco Del Campo                                                  | 100 m hát              | 1:02,3   | 2.       | 7.       | 1:02,1   | 4.       | 6.       | 1:02,0  | 8.       |
| Franco Del Campo                                                  | 200 m hát              | 2:16,3   | 2.       | 8.       |          |          |          | 2:16,5  | 8.       |
| Franco Chino                                                      | 200 m hát              | 2:19,5   | 3.       | 13.      |          |          |          | kiesett | kiesett  |
| Franco Chino                                                      | 100 m hát              | 1:02,0   | 2.       | 6.       | 1:02,7   | 5.       | 13.      | kiesett | kiesett  |
| Antonio Attanasio                                                 | 100 m pillangó         | 1:00,0   | 3.       | 16.*     | 1:00,3   | 6.       | 18.      | kiesett | kiesett  |
| Giampiero Fossati                                                 | 100 m pillangó         | 1:01,7   | 5.       | 31.*     | kiesett  | kiesett  | kiesett  | kiesett | kiesett  |
| Giampiero Fossati                                                 | 200 m pillangó         | 2:18,2   | 4.       | 21.      |          |          |          | kiesett | kiesett  |
| Angelo Tozzi                                                      | 200 m pillangó         | 2:20,9   | 6.       | 23.      |          |          |          | kiesett | kiesett  |
| Angelo Tozzi                                                      | 100 m pillangó         | 1:00,6   | 4.       | 22.      | 1:00,8   | 7.       | 20.      | kiesett | kiesett  |
| Franco Del Campo Massimo Sacchi Antonio Attanasio Pietro Boscaini | 4 × 100 m vegyes váltó | 4:10,3   | 5.       | 13.      |          |          |          | kiesett | kiesett  |

Női
| Versenyző          | Versenyszám | Előfutam | Előfutam | Előfutam | Elődöntő | Elődöntő | Elődöntő | Döntő   | Döntő    |
| Versenyző          | Versenyszám | Idő      | Hely.    | Össz.    | Idő      | Hely.    | Össz.    | Idő     | Helyezés |
| ------------------ | ----------- | -------- | -------- | -------- | -------- | -------- | -------- | ------- | -------- |
| Maria Strumolo     | 100 m gyors | 1:04,1   | 3.       | 25.      | kiesett  | kiesett  | kiesett  | kiesett | kiesett  |
| Maria Strumolo     | 200 m gyors | 2:23,3   | 3.       | 24.      |          |          |          | kiesett | kiesett  |
| Novella Calligaris | 200 m gyors | 2:26,3   | 5.       | 30.      |          |          |          | kiesett | kiesett  |
| Novella Calligaris | 400 m gyors | 4:59,4   | 3.       | 15.      |          |          |          | kiesett | kiesett  |
| Novella Calligaris | 800 m gyors | 10:21,0  | 3.       | 16.      |          |          |          | kiesett | kiesett  |

* - egy másik versenyzővel azonos időt ért el

** - két másik versenyzővel azonos időt ért el

## Vitorlázás
Nyílt
| Versenyző                                                 | Versenyszám     | Futam  | Futam  | Futam | Futam  | Futam | Futam | Futam | Pontszám | Helyezés |
| Versenyző                                                 | Versenyszám     | 1      | 2      | 3     | 4      | 5     | 6     | 7     | Pontszám | Helyezés |
| --------------------------------------------------------- | --------------- | ------ | ------ | ----- | ------ | ----- | ----- | ----- | -------- | -------- |
| Fabio Albarelli                                           | Finn dingi      | 22,0   | (33,0) | 13,0  | 3,0    | 5,7   | 5,7   | 5,7   | 55,1     |          |
| Franco Cavallo Camillo Gargano                            | Csillaghajó     | (15,0) | 3,0    | 8,0   | 14,0   | 0,0   | 8,0   | 11,7  | 44,7     |          |
| Carlo Massone Emanuele Ottonello                          | Repülő hollandi | 21,0   | 25,0   | 23,0  | (30,0) | 13,0  | 15,0  | 23,0  | 120,0    | 19.      |
| Antonio Carattino Domenico Carattino Giuseppe Zucchinetti | 5,5 méteres     | 5,7    | 13,0   | 5,7   | (20,0) | 0,0   | 11,7  | 15,0  | 51,1     | 5.       |

## Vívás
Férfi
| Versenyző                                                                                          | Versenyszám       | Csoportkör | Csoportkör | Csoportkör | Csoportkör | Nyolcaddöntő                 | Negyeddöntő                      | Elődöntő                                                                    | Vigaszág a döntőért   | Vigaszág a döntőért     | Vigaszág a döntőért    | Vigaszág a döntőért | Vigaszág a döntőért | Döntő | Helyezés    |
| Versenyző                                                                                          | Versenyszám       | 1. kör | 1. kör     | 2. kör | 2. kör     | Nyolcaddöntő                 | Negyeddöntő                      | Elődöntő                                                                    | 1. kör                | 2. kör                  | 3. kör                 | 4. kör              | 5. kör              | Döntő | Helyezés    |
| Versenyző                                                                                          | Versenyszám       | Ellenfél Eredmény | Hely.      | Ellenfél Eredmény | Hely.      | Ellenfél Eredmény            | Ellenfél Eredmény                | Ellenfél Eredmény                                                           | Ellenfél Eredmény     | Ellenfél Eredmény       | Ellenfél Eredmény      | Ellenfél Eredmény   | Ellenfél Eredmény   | Ellenfél Eredmény | Helyezés    |
| -------------------------------------------------------------------------------------------------- | ----------------- | --- | ---------- | --- | ---------- | ---------------------------- | -------------------------------- | --------------------------------------------------------------------------- | --------------------- | ----------------------- | ---------------------- | ------------------- | ------------------- | --- | ----------- |
| Nicola Granieri                                                                                    | Tőr, egyéni       | F. csoport · Kamuti László (HUN) · V · Michel Constandt (BEL) · GY · Héctor Abaunza (MEX) · GY · John Bouchier-Hayes (IRL) · GY · Félix Piñero (VEN) · GY                                 | 2.         | C. csoport · Christian Noël (FRA) · GY · Witold Woyda (POL) · GY · Mano Kazuo (JPN) · GY · Michel Constandt (BEL) · GY · Orlando Ruíz (CUB) · V                  | 1.         | Viktor Putyatyin (URS) · V   | Vigaszág                         | Vigaszág                                                                    | Kamuti Jenő (HUN) · V | kiesett                 | kiesett                | kiesett             | kiesett             | kiesett | 25.         |
| Pasquale La Ragione                                                                                | Tőr, egyéni       | E. csoport · Ryszard Parulski (POL) · V · Rudolf Trost (AUT) · V · Carlos Calderón (MEX) · GY · Freddy Salazar (VEN) · GY                                                                 | 3.         | D. csoport · Mihai Ţiu (ROU) · GY · Ókava Heizaburó (JPN) · V · Rudolf Trost (AUT) · GY · Jesús Gil (CUB) · GY · Moustafa Soheim (RAU) · V                       | 3.         | Guillermo Saucedo (ARG) · GY | Mihai Ţiu (ROU) · V              | Vigaszág                                                                    | Vigaszág              | Szabó Sándor (HUN) · V  | kiesett                | kiesett             | kiesett             | kiesett | 17.         |
| Arcangelo Pinelli                                                                                  | Tőr, egyéni       | J. csoport · Tănase Mureșanu (ROU) · V · Tim Gerresheim (FRG) · V · Florent Bessemans (BEL) · GY · Magdy Conyd (CAN) · GY                                                                 | 2.         | B. csoport · Bill Hoskyns (GBR) · V · Friedrich Wessel (FRG) · GY · Szabó Sándor (HUN) · GY · Lawrence Anastasi (USA) · GY · Graeme Jennings (AUS) · GY          | 1.         | Bill Hoskyns (GBR) · GY      | Ion Drîmbă (ROU) · V             | Vigaszág                                                                    | Vigaszág              | Bill Hoskyns (GBR) · GY | Witold Woyda (POL) · V | kiesett             | kiesett             | kiesett | 13.         |
| Claudio Francesconi                                                                                | Párbajtőr, egyéni | K. csoport · Fritz Zimmermann (FRG) · GY · Jan von Koss (NOR) · V · Michel Steininger (SUI) · GY · Gerry Wiedel (CAN) · V                                                                 | 4.         | G. csoport · Kulcsár Győző (HUN) · V · Ernesto Fernández (MEX) · V · Florent Bessemans (BEL) · GY · Fritz Zimmermann (FRG) · V · David Micahnik (USA) · GY       | 5.         | kiesett                      | kiesett                          | kiesett                                                                     | kiesett               | kiesett                 | kiesett                | kiesett             | kiesett             | kiesett | helyezetlen |
| Gianfranco Paolucci                                                                                | Párbajtőr, egyéni | D. csoport · Fenyvesi Csaba (HUN) · V · Valeriano Pérez (MEX) · GY · Haukler István (ROU) · GY · Russell Hobby (AUS) · GY · Francisco da Silva (POR) · V · José Miguel Pérez (PUR) · GY   | 2.         | E. csoport · Orvar Lindwall (SWE) · V · Michel Constandt (BEL) · V · Dieter Jung (FRG) · GY · Alexandre Bretholz (SUI) · V · Colm O'Brien (IRL) · GY             | 5.         | kiesett                      | kiesett                          | kiesett                                                                     | kiesett               | kiesett                 | kiesett                | kiesett             | kiesett             | kiesett | helyezetlen |
| Gianluigi Saccaro                                                                                  | Párbajtőr, egyéni | H. csoport · Paul Pesthy (USA) · V · Orvar Lindwall (SWE) · V · Carlos Couto (BRA) · GY · Dag Midling (NOR) · GY · Tănase Mureșanu (ROU) · GY                                             | 2.         | A. csoport · Alekszej Nyikancsikov (URS) · V · Jean-Pierre Allemand (FRA) · GY · Peter Bakonyi (CAN) · V · Harry Fiedler (GDR) · GY · Valeriano Pérez (MEX) · GY | 3.         | Bill Hoskyns (GBR) · GY      | Alekszej Nyikancsikov (URS) · GY | Henryk Nielaba (POL) · GY                                                   | Döntő                 | Döntő                   | Döntő                  | Döntő               | Döntő               | Kulcsár Győző (HUN) · V · Hrihorij Krissz (URS) · GY · Viktor Modzolevszkij (URS) · GY · Herbert Polzhuber (AUT) · GY · Jean-Pierre Allemand (FRA) · GY · Rájátszás: Az 1-3. helyért · Kulcsár Győző (HUN) · V |             |
| Wladimiro Calarese                                                                                 | Kard, egyéni      | D. csoport · Mark Rakita (URS) · V · Alex Orban (USA) · GY · Alexander Leckie (GBR) · GY · Román Quinos (ARG) · GY · William Fajardo (MEX) · GY · Nguyễn The Loc (VIE) · GY               | 2.         | A. csoport · Jerzy Pawłowski (POL) · GY · Kovács Tamás (HUN) · V · Serge Panizza (FRA) · V · Alex Orban (USA) · GY · Rodney Craig (GBR) · GY                     | 2.         |                              | Alfonso Morales (USA) · V        | Vigaszág                                                                    | Vigaszág              | Serge Panizza (FRA) · V | kiesett                |                     |                     | kiesett | 13.         |
| Rolando Rigoli                                                                                     | Kard, egyéni      | F. csoport · Bakonyi Péter (HUN) · V · Emil Ochyra (POL) · GY · Yves Brasseur (BEL) · GY · Manuel Ortíz (CUB) · GY · John Bouchier-Hayes (IRL) · GY                                       | 3.         | B. csoport · Pézsa Tibor (HUN) · GY · Mark Rakita (URS) · V · Marcel Parent (FRA) · GY · Emil Ochyra (POL) · V · Vicente Calderón (MEX) · GY                     | 4.         |                              | Bakonyi Péter (HUN) · GY         | Józef Nowara (POL) · GY                                                     | Döntő                 | Döntő                   | Döntő                  |                     |                     | Jerzy Pawłowski (POL) · V · Mark Rakita (URS) · V · Pézsa Tibor (HUN) · V · Vlagyimir Nazlimov (URS) · V · Józef Nowara (POL) · GY                                                                             | 5.          |
| Cesare Salvadori                                                                                   | Kard, egyéni      | B. csoport · Umjar Mavlihanov (URS) · GY · Marcel Parent (FRA) · GY · Vicente Calderón (MEX) · GY · Richard Oldcorn (GBR) · GY · Alberto Lanteri (ARG) · V · José Narciso Díaz (CUB) · GY | 2.         | C. csoport · Vlagyimir Nazlimov (URS) · V · Claude Arabo (FRA) · GY · Paul Wischeidt (FRG) · V · Anthony Keane (USA) · GY · Yves Brasseur (BEL) · GY             | 3.         |                              | Umjar Mavlihanov (URS) · V       | Vigaszág                                                                    | Vigaszág              | Kovács Tamás (HUN) · V  | kiesett                |                     |                     | kiesett | 13.         |
| Alfredo Del Francia Nicola Granieri Pasquale La Ragione Michele Maffei Arcangelo Pinelli           | Tőr, csapat       | 5. csoport · Írország (IRL) · 15-1 · Kanada (CAN) · 15-1 · NSZK (FRG) · 1-9 | 2.         | |            |                              | erőnyerő                         | Románia (ROU) · 7-8 · Magyarország (HUN) · 4-9                              |                       |                         |                        |                     |                     | kiesett | 7.          |
| Antonio Albanese Giovanni Battista Breda Claudio Francesconi Gianfranco Paolucci Gianluigi Saccaro | Párbajtőr, csapat | 1. csoport · Egyesült Államok (USA) · 10-6 · Portugália (POR) · 15-1 · Szovjetunió (URS) · 4-10                                                                                           | 2.         | |            |                              |                                  | Ausztria (AUT) · 8-2 · Szovjetunió (URS) · 0-7 · Nagy-Britannia (GBR) · 9-4 |                       |                         |                        |                     |                     | Az 5. helyért · NDK (GDR) · 6-9 | 6.          |
| Wladimiro Calarese Pierluigi Chicca Michele Maffei Rolando Rigoli Cesare Salvadori                 | Kard, csapat      | 3. csoport · Argentína (ARG) · 15-1 · Egyesült Államok (USA) · 9-2 | 1.         | |            |                              |                                  | Egyesült Államok (USA) · 8-6 · Magyarország (HUN) · 9-6                     |                       |                         |                        |                     |                     | Szovjetunió (URS) · 7-9 |             |

Női
| Versenyző                                                                                       | Versenyszám | Csoportkör | Csoportkör | Csoportkör | Csoportkör | Negyeddöntő                           | Elődöntő               | Vigaszág a döntőért        | Vigaszág a döntőért              | Vigaszág a döntőért              | Döntő                            | Helyezés |
| Versenyző                                                                                       | Versenyszám | 1. kör | 1. kör     | 2. kör | 2. kör     | Negyeddöntő                           | Elődöntő               | 1. kör                     | 2. kör                           | 3. kör                           | Döntő                            | Helyezés |
| Versenyző                                                                                       | Versenyszám | Ellenfél Eredmény | Hely.      | Ellenfél Eredmény | Hely.      | Ellenfél Eredmény                     | Ellenfél Eredmény      | Ellenfél Eredmény          | Ellenfél Eredmény                | Ellenfél Eredmény                | Ellenfél Eredmény                | Helyezés |
| ----------------------------------------------------------------------------------------------- | ----------- | --- | ---------- | --- | ---------- | ------------------------------------- | ---------------------- | -------------------------- | -------------------------------- | -------------------------------- | -------------------------------- | -------- |
| Bruna Colombetti                                                                                | Tőr, egyéni | A. csoport · Alekszandra Zabelina (URS) · V · Milady Tack-Fang (CUB) · GY · Janice-Lee York-Romary (USA) · V · Elżbieta Franke-Cymerman (POL) · GY · Margaret Bain (GBR) · GY           | 2.         | C. csoport · Rejtő Ildikó (HUN) · V · Kerstin Palm (SWE) · V · Marie-Chantal Demaille (FRA) · V · Sigrid Chatel (CAN) · GY · Monika Pulch (FRG) · GY                            | 3.         | Jelena Novikova (URS) · V             | Vigaszág               | Szabó Orbán Olga (ROU) · V | kiesett                          | kiesett                          | kiesett                          | 13.      |
| Giovanna Masciotta                                                                              | Tőr, egyéni | F. csoport · Rejtő Ildikó (HUN) · V · Brigitte Gapais-Dumont (FRA) · V · Sigrid Chatel (CAN) · V · Margarita Rodríguez (CUB) · GY · Halina Balon (POL) · GY · Veronica Smith (USA) · GY | 3.         | A. csoport · Szabó Orbán Olga (ROU) · GY · Pilar Roldán (MEX) · GY · Cathérine Rousselet-Ceretti (FRA) · V · Janice-Lee York-Romary (USA) · GY · Alekszandra Zabelina (URS) · V | 4.         | Stahl Jencsik Katalin (ROU) · GY      | Pilar Roldán (MEX) · V | Vigaszág                   | Stahl Jencsik Katalin (ROU) · GY | Brigitte Gapais-Dumont (FRA) · V | kiesett                          | 7.       |
| Antonella Ragno-Lonzi                                                                           | Tőr, egyéni | B. csoport · Dömölky Lídia (HUN) · GY · Marie-Chantal Demaille (FRA) · GY · Janet Wardell-Yerburgh (GBR) · GY · Kamilla Składanowska (POL) · GY · Ivonne Witteveen (AHO) · GY           | 1.         | B. csoport · Drimba-Gyulai Ilona (ROU) · GY · Brigitte Gapais-Dumont (FRA) · V · Galina Gorohova (URS) · V · Harriet King (USA) · GY · Helga Mees (FRG) · GY                    | 2.         | Cathérine Rousselet-Ceretti (FRA) · V | Vigaszág               | Heidi Schmid (FRG) · V     | kiesett                          | kiesett                          | kiesett                          | 13.      |
| Bruna Colombetti Giulia Lorenzoni Giovanna Masciotta Antonella Ragno-Lonzi Silvana Sconciafurno | Tőr, csapat | 2. csoport · Egyesült Államok (USA) · 10-6 · Magyarország (HUN) · 7-9 | 2.         | |            | Szovjetunió (URS) · 4-9               | kiesett                |                            |                                  |                                  | Az 5. helyért · NSZK (FRG) · 7-8 | 6.       |

## Vízilabda
| Olasz férfi vízilabdacsapat-játékoskeret                                                                          | Olasz férfi vízilabdacsapat-játékoskeret                                                 |
| --- | ---------------------------------------------------------------------------------------- |
| - Alberto Alberani - Enzo Barlocco - Mario Cevasco - Gianni De Magistris - Paolo Ferrando - Alessandro Ghibellini | - Giancarlo Guerrini - Franco Lavoratori - Gianni Lonzi - Eugenio Merello - Eraldo Pizzo |

### Eredmények
Csoportkör
B csoport
| Csapat                          | M | Gy | D | V | G+ | G– | Gk  | P  |
| ------------------------------- | - | -- | - | - | -- | -- | --- | -- |
| Olaszország (ITA)               | 7 | 6  | 1 | 0 | 48 | 21 | +27 | 13 |
| Jugoszlávia (YUG)               | 7 | 5  | 1 | 1 | 65 | 18 | +47 | 11 |
| NDK (GDR)                       | 7 | 5  | 1 | 1 | 66 | 22 | +44 | 11 |
| Hollandia (NED)                 | 7 | 4  | 1 | 2 | 42 | 28 | +14 | 9  |
| Japán (JPN)                     | 7 | 3  | 0 | 4 | 26 | 57 | –31 | 6  |
| Mexikó (MEX)                    | 7 | 1  | 1 | 5 | 27 | 56 | –29 | 3  |
| Görögország (GRE)               | 7 | 1  | 0 | 6 | 34 | 62 | –28 | 2  |
| Egyesült Arab Köztársaság (RAU) | 7 | 0  | 1 | 6 | 21 | 65 | –44 | 1  |

| 1968. október 14. 15:00 | Olaszország (ITA)    | 9 – 2 | Japán (JPN)        |  |
| 1968. október 14. 15:00 | (2–0, 2–2, 2–0, 3–0) |       |                    |  |
| 1968. október 14. 15:00 | Pizzo 4              |       | Nakano, Takeucsi 1 |  |

| 1968. október 15. 15:00 | Olaszország (ITA)    | 10 – 1 | Egyesült Arab Köztársaság (RAU) |  |
| 1968. október 15. 15:00 | (2–0, 1–0, 4–1, 3–0) |        |                                 |  |
| 1968. október 15. 15:00 | Pizzo 3              |        | El-Baroudi 1                    |  |

| 1968. október 17. 10:00 | Olaszország (ITA)    | 5 – 4 | NDK (GDR)     |  |
| 1968. október 17. 10:00 | (1–1, 1–0, 1–2, 2–1) |       |               |  |
| 1968. október 17. 10:00 | Pizzo 4              |       | Schlenkrich 2 |  |

| 1968. október 19. 15:30 | Olaszország (ITA)    | 10 – 5 | Mexikó (MEX)           |  |
| 1968. október 19. 15:30 | (3–1, 2–2, 4–1, 1–1) |        |                        |  |
| 1968. október 19. 15:30 | Pizzo 5              |        | R. Chávez, F. García 2 |  |

| 1968. október 20. 15:30 | Olaszország (ITA)    | 5 – 4 | Jugoszlávia (YUG) |  |
| 1968. október 20. 15:30 | (1–1, 2–2, 2–0, 0–1) |       |                   |  |
| 1968. október 20. 15:30 | Pizzo 4              |       | Marović 2         |  |

| 1968. október 21. 15:30 | Hollandia (NED)      | 3 – 3 | Olaszország (ITA) |  |
| 1968. október 21. 15:30 | (0–1, 1–1, 2–1, 0–0) |       |                   |  |
| 1968. október 21. 15:30 | der Voet 2           |       | Pizzo 3           |  |

| 1968. október 22. 09:00 | Olaszország (ITA)    | 6 – 2 | Görögország (GRE)     |  |
| 1968. október 22. 09:00 | (2–1, 1–0, 2–0, 1–1) |       |                       |  |
| 1968. október 22. 09:00 | három játékos 2      |       | Paliósz, Palikárisz 1 |  |

Elődöntő
| 1968. október 24. 15:00 | Szovjetunió (URS)    | 8 – 5 | Olaszország (ITA) |  |
| 1968. október 24. 15:00 | (3–1, 1–2, 4–1, 0–1) |       |                   |  |
| 1968. október 24. 15:00 | Sidlovszkij, Szkok 3 |       | Pizzo 3           |  |

Bronzmérkőzés
| 1968. október 26. 10:00 | Magyarország (HUN)   | 9 – 4 | Olaszország (ITA) |  |
| 1968. október 26. 10:00 | (1–1, 4–1, 4–1, 0–1) |       |                   |  |
| 1968. október 26. 10:00 | Felkai 7             |       | Pizzo 3           |  |

| Csapat            | Helyezés |
| ----------------- | -------- |
| Olaszország (ITA) | 4.       |